# Gorn (bande dessinée)
Pour les articles homonymes, voir Gorn.
 (octobre 2017).
Si vous disposez d'ouvrages ou d'articles de référence ou si vous connaissez des sites web de qualité traitant du thème abordé ici, merci de compléter l'article en donnant les références utiles à sa vérifiabilité et en les liant à la section « Notes et références ».
Gorn est une série de bande dessinée française écrite et dessinée par Tiburce Oger, publiée chez Vents d'Ouest de 1992 à 2008.
Elle prend place dans un univers médiéval-fantastique classique, avec de la magie, des elfes et des nains. L'histoire tourne autour du héros, Gorn, qui meurt mais revient sous la forme d'un fantôme dès le début du premier tome. Les thèmes principaux sont l'amour qui joint Gorn et sa fiancée Eliette par-delà la mort, et le conflit entre les mortels et les dieux qui les manipulent.

## Description

### Personnages principaux
GornC’est le seigneur d'un château frontalier et meurt dans une invasion d'yeux rouges, alors qu'il fuyait le combat pour sauver son amour, Eliette. Les seigneurs des enfers lui permettent de revenir sur terre, à condition qu'il porte une épée maudite et que son amour pour Eliette ne faiblisse pas.
Dame GeorgeUne naine belliqueuse et bravache, qui a pour don un cri destructeur. Elle se révèle être choisie par le dieu de la guerre pour être une future déesse.
ÉlietteL'amante de Gorn. Quand celui-ci meurt, elle ne reconnait pas son fantôme et préfère veiller son corps. Elle finit par le rejoindre dans la mort et lui révéler qu'elle lui a donné une fille.
ÉloïseDemi-elfe, elle est enfant au début de la série, puis grandit et gouverne le domaine de Gorn. Quand elle comprend que les dieux manipulent ses amis, elle rejette toute religion et devient ainsi une hérétique aux yeux du royaume.
MaëlleLa fille de Gorn et d'Éliette. Elle détient le pouvoir d'invoquer les âmes des maudits. Eloïse et Dame Gorge l'ont confiée à des religieuses après que le village de Dame Gorge se soit fait attaquer par la fée Iris.
Les yeux rougesIls forment un peuple de créatures bestiales et belliqueuses, inspirées des orques (particulièrement de ceux des romans de J. R. R. Tolkien et de ceux de Donjons et Dragons). Ils attaquent apparemment au hasard, mais sont considérés par plusieurs personnages, en particulier Eloïse, comme un châtiment divin qui ne frappe pas les athées.

## Série dérivée
Une autre série de BD, Damoiselle Gorge, est dérivée de Gorn. Elle narre les aventures de Dame Gorge dans sa jeunesse.[réf. souhaitée]

## Tomes
- Gorn, Vents d'Ouest (coll. « Grain de sable » pour les quatre premiers tomes) :

1. Même la mort..., 1992  (ISBN 2-86967-196-2).
2. Le Pacte, 1993  (ISBN 2-86967-211-X).
3. La Danse des damnés, 1994  (ISBN 2-86967-305-1).
4. Le Sang du ciel, 1995  (ISBN 2-86967-400-7).
5. Ceux qui nous hantent, 1996  (ISBN 2-86967-512-7).
6. D'entre les morts..., 1997  (ISBN 2-86967-597-6).
7. La Chute de l'ogre, 1998  (ISBN 2-86967-672-7).
8. Mon amour, un soir..., 1999  (ISBN 2-86967-809-6).
9. Le Chant des elfes, 2004  (ISBN 2-86967-917-3).
10. Les Yeux de brume, 2005  (ISBN 2-86967-918-1)[1].
11. La Mémoire de l'ombre, 2008  (ISBN 978-2-7493-0430-4)[2],[3].

- Gorn (édition intégrale), Vents d'Ouest :

1. Intégrale 1, 2008  (ISBN 978-2-7493-0438-0).
2. Intégrale 2, 2008  (ISBN 978-2-7493-0436-6).